# Medingen, Luxemburg
Medingen (franska) (luxemburgiska: Méideng lyssna (fil), tyska: Medingen) är en ort i kantonen Luxemburg i södra Luxemburg. Den ligger i kommunen Contern, cirka 9,5 kilometer sydost om staden Luxemburg. Orten har 125 invånare (2022).